# Euphaea fraseri
Euphaea fraseri – gatunek ważki z rodziny Euphaeidae.